# Cnephasia oxyacanthana
Cnephasia oxyacanthana es una especie de polilla perteneciente al género Cnephasia, categorizada en la tribu Cnephasiini, de la subfamilia Tortricinae.

## Distribución
Se distribuye por Austria.

## Taxonomía
Fue descrita por Herrich-Schaffer en 1851 y publicada por primera vez en (Tortrix (Lozotaenia)), Syst. Bearbeitung Schmett. Eur. 4: 168.